# Britannia (personifikation)

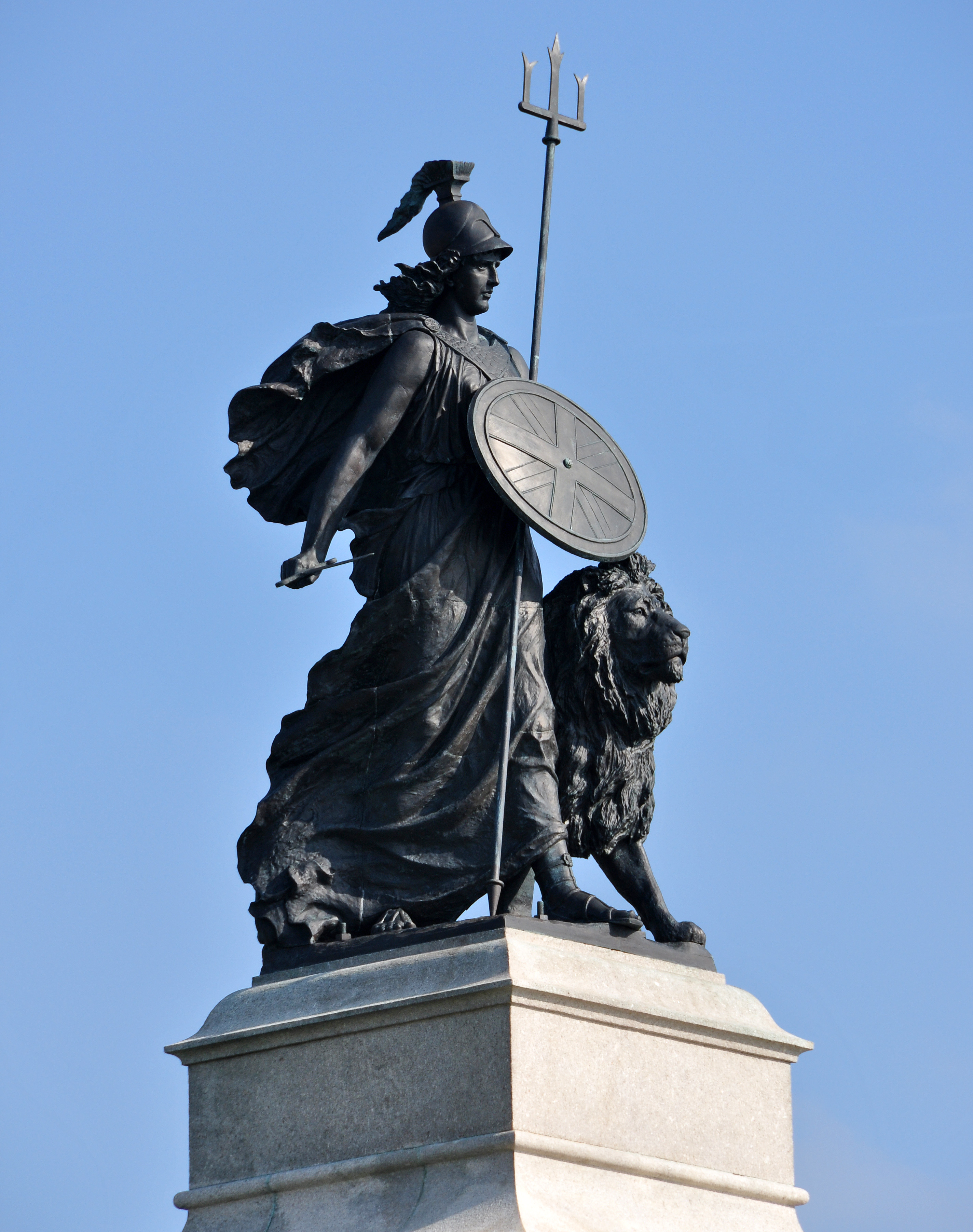
Britannia på Armada Memorial (Armadamonumentet), Plymouth Hoe.

Kopparmynt från England 1736.

Britannia är en kvinnlig nationspersonifikation för Storbritannien. Britannia, i form av en kvinna med korintisk hjälm, trident och sköld, användes redan under 100-talet av romarna som en personifikation av det geografiska området brittiska öarna, och fick sitt namn efter britannerna. Det geografiska namnet användes för öarna fram till att nationen Storbritannien skapades med Unionsakterna (1707), och efter detta blev symbolen Britannia flitigt använd som en symbol för nationell enighet och styrka. Hon har sedan dess använts på olika valörer i Storbritannien. 